# Raiponce (conte)
Pour les articles homonymes, voir Raiponce.
 (février 2018).
Si vous disposez d'ouvrages ou d'articles de référence ou si vous connaissez des sites web de qualité traitant du thème abordé ici, merci de compléter l'article en donnant les références utiles à sa vérifiabilité et en les liant à la section « Notes et références ».
Raiponce (en allemand : Rapunzel) est un conte populaire allemand qui figure parmi ceux recueillis par les frères Grimm dans le premier volume de Contes de l'enfance et du foyer (Kinder- und Hausmärchen, 1812, no KHM 12).

## Histoire

### Conte de Grimm

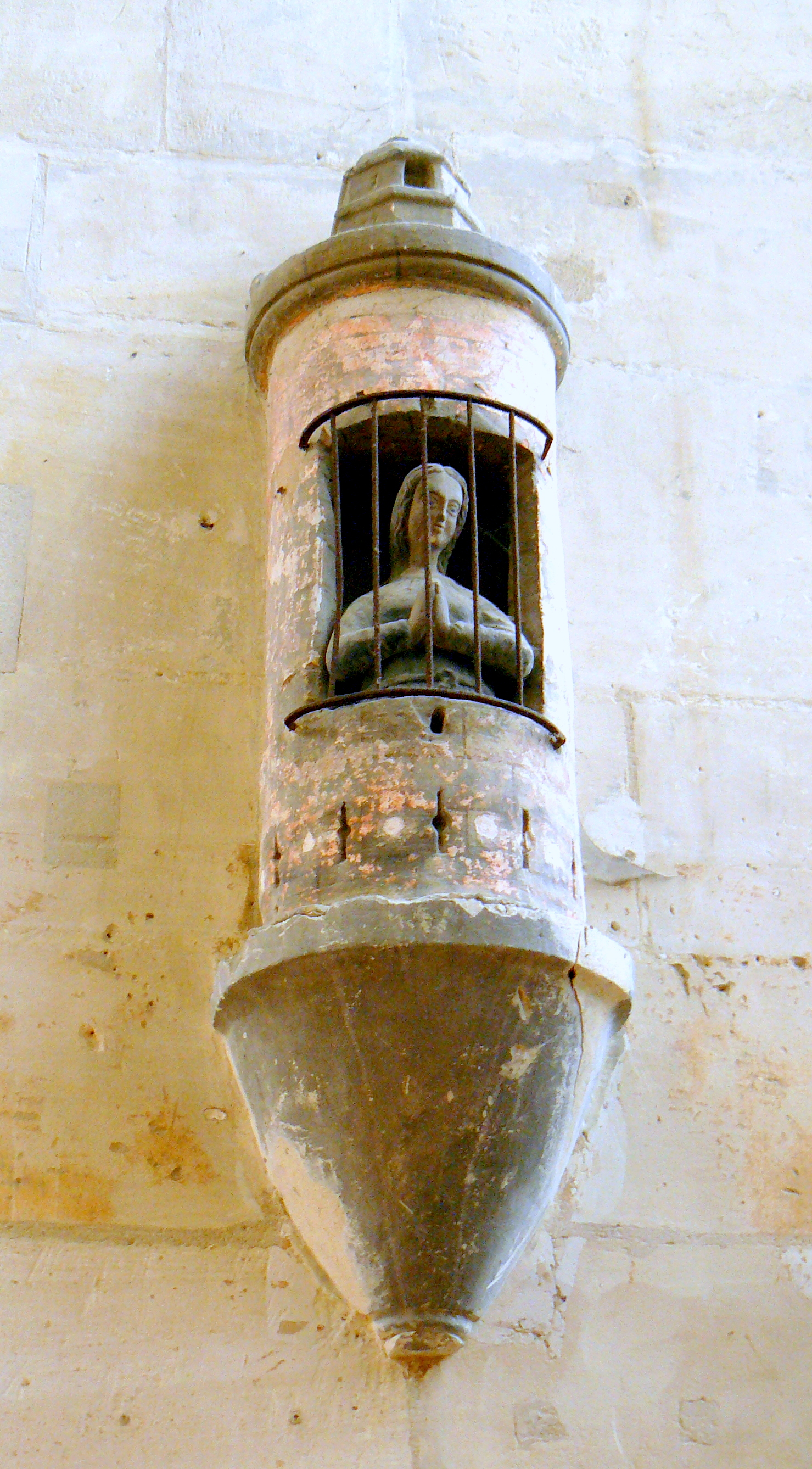
Sainte Barbe dans sa tour (Gisors).

Une femme et son mari désirent plus que tout avoir un enfant. Ils vivent près d'un somptueux jardin, protégé par un grand mur, appartenant à une méchante sorcière. La femme, enceinte, est prise d'une très forte envie de manger de la raiponce, et son mari s'introduit dans le jardin, qui en contient beaucoup, pour lui en cueillir. La sorcière le surprend et fait un marché avec lui : il aura la vie sauve, s'il donne le futur bébé à la sorcière. La femme accouche d'une petite fille, et la sorcière apparaît pour l'emporter, lui donnant le nom de « Raiponce ». Raiponce grandit et devient une fille d'une très grande beauté, dont les longs cheveux dorés et blonds sont réunis en deux tresses longues et soyeuses.
Lorsque Raiponce atteint l'âge de douze ans, la sorcière l'enferme au sommet d'une haute tour, qui n'a ni escalier ni porte, rien qu'une petite fenêtre. Lorsque la sorcière veut entrer, elle dit à Raiponce : « Raiponce, Raiponce, lance-moi ta longue chevelure. » Raiponce défait alors ses nattes, les déroule à travers la fenêtre et les laisse tomber le long du mur, pour que la sorcière puisse grimper en s'y suspendant.
Un jour, un prince qui passe par là entend Raiponce chanter et est envoûté par le son de sa voix. Ne pouvant pénétrer dans la tour, il s'en approche cependant chaque jour pour l'écouter.
Voyant un jour, caché, comment la sorcière parvient à entrer dans la tour, il décide de tenter sa chance la nuit. Lorsqu'il entre enfin dans la tour, Raiponce est effrayée par l'apparition de cet inconnu, mais le prince parvient à la rassurer et lui dit qu'il est amoureux d'elle. Confiante en son amour et prête à quitter cet endroit, elle décide de partir avec lui. Elle lui demande alors d'apporter de la soie, comptant s'en servir pour pouvoir elle aussi descendre au pied de la tour.
Mais un jour, Raiponce parle accidentellement à la sorcière des visites du prince. Furieuse, la sorcière la punit en lui coupant les cheveux et en l'abandonnant dans une solitude désertique. Elle attache ensuite les cheveux coupés à la fenêtre pour tromper le prince lorsqu'il appellera Raiponce. Lorsque ce dernier escalade la tour, la sorcière lui annonce qu'il ne reverra jamais la jeune fille, puis sectionne la corde de cheveux. Le prince dégringole dans un buisson de ronces et y perd la vue (dans une autre version, le prince tombe dans un buisson de roses qui lui crèvent les yeux). Il se met à errer aveugle pendant des années, pleurant sa bien-aimée. Il finit par arriver là où se trouvait Raiponce.
Il reconnaît sa voix et s'approche d'elle. Raiponce le reconnaît aussi et vient pleurer, suspendue à son cou. Ses larmes coulent dans les yeux du prince qui recouvre aussitôt la vue. Le prince amène Raiponce dans son royaume et ils y vivent heureux, avec plus ou moins d'enfants selon les versions.

### Variantes
Selon une autre version, le prince n'étant pas encore roi, le père de celui-ci, au retour de son fils unique qu'il avait cru mort, et apprenant toute l'histoire, dépêche la maréchaussée chez la sorcière et la fait exécuter.

#### Variantes méditerranéennes

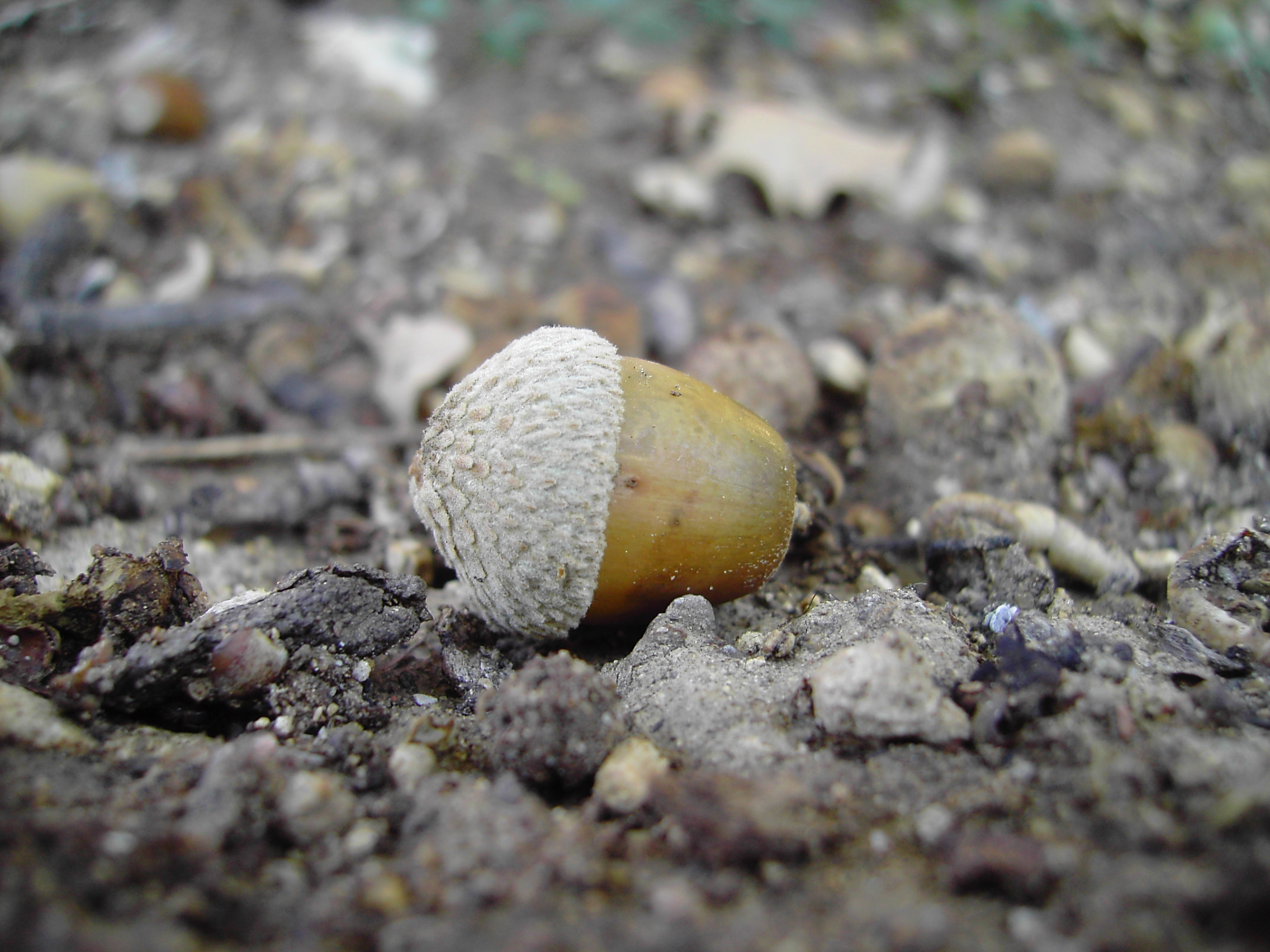
Mais Fleur-de-persil se souvint des trois glands, et elle en jeta aussitôt un à terre.

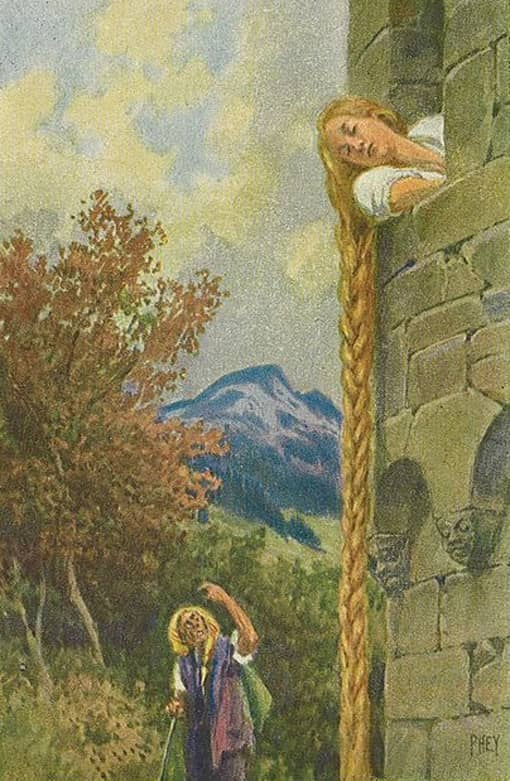
Illustration de Paul Hey, créée vers 1910

Max Lüthi signale l'existence d'une version maltaise intitulée Fenchelchen (« Fenouil »). Selon lui, le conte n'est pas d'origine allemande, mais provient de la région méditerranéenne : il existe en Italie, ainsi qu'en Grèce, où la sorcière, cannibale, s'appelle Drakena.
Dans le Pentamerone de l'écrivain napolitain Giambattista Basile (XVIIe siècle), on trouve en effet déjà une variante de cette histoire (II.1, Fleur-de-persil ; en napolitain Petrosinella), très proche du conte de Grimm. Seule la fin diffère nettement : chez Basile, elle se base sur le motif de la fuite magique. Fleur-de-persil, qui fuit l'ogresse en compagnie de son prince amoureux, jette successivement derrière elle trois glands, qui donnent naissance à un chien féroce, un lion, puis un loup qui dévore finalement l'ogresse. Le prince épouse Fleur-de-persil.

#### Persinette et autres versions françaises
Mademoiselle de La Force a publié en 1698 une version française de ce conte, intitulée Persinette (ou Persillette), dans son recueil Les Contes des contes (lire sur wikisource). Une version recueillie dans la Vienne par Geneviève Massignon en 1960 figure dans son recueil De bouche à oreilles ; elle indique que le conte-type AT 310 y est contaminé, comme souvent, par AT 402 (La Souris [Chatte, Grenouille, etc.] comme fiancée). Nicole Belmont confirme à ce sujet que « les récits français ont du mal à trouver une issue à la narration, qui bifurque souvent sur un autre conte. »

#### La version Disney
Disney introduit un autre scénario dans son film d'animation en 2010, trouvant certains éléments de l'histoire originale trop violents pour être inclus dans un film d'animation (les yeux crevés du prince et l'exil de Raiponce dans le désert). Dans cette version, la reine, la mère de la princesse Raiponce, est très malade et elle cherche la seule plante susceptible de la guérir : la fleur magique d'or, née d'une larme de soleil. Après avoir bu le jus de la fleur magique d'or, elle guérit et donne naissance à une petite fille, la princesse Raiponce. La méchante sorcière nommée Mère Gothel, qui a elle aussi utilisé la fleur magique d'or afin de retrouver sa jeunesse et sa beauté, enlève la petite princesse Raiponce nouvellement née, et l'élève comme sa propre fille, pour utiliser la chevelure blonde et magique de cette dernière afin de rester éternellement jeune et belle. En effet, née juste après la guérison de la reine, sa mère biologique, la princesse Raiponce a hérité des pouvoirs magiques de la fleur magique d'or : quand elle chante, ses cheveux blonds guérissent les blessures. La chanson principale du film est : « Fleur aux pétales d'or, répands ta magie, inverse le temps, rends-moi ce qu'il m'a pris, guéris les blessures, éloigne la pluie, ce destin impur, rends-moi ce qu'il m'a pris, ce qu'il m'a pris. » Chaque année, le roi fait monter des lanternes dans le ciel le soir de l'anniversaire de Raiponce, espérant qu’un jour celle-ci revienne au royaume. Tous les soirs de son anniversaire, Raiponce rêve de sortir pour aller voir les lanternes qui s’illuminent dans le ciel. Le jour de ses 18 ans, elle rencontre Eugene Fitzherbert, qui accepte d’accompagner Raiponce voir les lanternes qui s’élèvent dans le ciel, en échange de la restitution de la couronne qu’il avait volée au royaume et malencontreusement perdue en rencontrant la princesse Raiponce.
Le prince devient dans le film le brigand Eugene Fitzherbert, un homme orphelin dès le plus jeune âge qui se fait appeler Flynn Rider, du nom du personnage principal des aventures d’un brigand immensément riche, son livre préféré quand il était enfant. Poursuivi pour avoir dérobé la couronne royale et pourchassé par les gardes, il découvre la tour cachée où vit la princesse Raiponce.

## Origines antiques possibles du conte classique
- Si vous ne connaissez pas le sujet, laissez ce bandeau (vous pouvez alors contacter les auteurs).
- Si vous supprimez le contenu mis en cause (vous pouvez préalablement contacter les auteurs),

argumentez précisément cette suppression dans la page de discussion
(un manque de référence n'est pas un argument ; une recherche réelle de référence doit avoir été effectuée, être formellement documentée).

### Version grecque
L'histoire des célèbres amants Héro et Léandre est écrite sur le même thème d'une femme (prêtresse d'Aphrodite dans cette version) enfermée dans une tour et rejointe la nuit par son amant à la nage.

### Version égyptienne
Le conte du Prince prédestiné raconte lui l'histoire d'un prince poursuivi par son destin qui délivre une princesse enfermée dans une tour, avec un fait notable : dans la première partie du conte, le prince lui aussi est enfermé dans une grande maison dont il monte sur le toit pour voir le monde. Ce conte est sans doute la plus ancienne version connue du thème de la jeune fille enfermée dans la tour (Le Prince prédestiné a par ailleurs sans doute aussi inspiré La Belle au bois dormant), ce qui ferait remonter l'origine de Raiponce, comme d'autres contes populaires, jusqu'à l'Égypte antique.

## Commentaires

### Commentaires de Maria Tatar
L'universitaire américaine Maria Tatar consacre un chapitre de The Annotated Classic Fairy Tales au conte de Rapunzel. Elle rappelle que le conte, dont la version des Grimm est basée sur un récit littéraire du XVIIIe siècle de Friedrich Schulz (1762–1798), lui-même inspiré de Madame de la Force, est lié à la légende de sainte Barbe, enfermée dans une tour par son père ; le conte lui semble toutefois faire référence à une tendance culturelle plus générale, qui est d'enfermer les filles pour les protéger des assauts des jeunes hommes. Elle mentionne aussi que, selon la critique Joyce Thomas (en), la raiponce est une plante autogame (qui se fertilise elle-même).
Elle note dans le conte l'acte transgressif initial, ainsi que l'analogie entre le jardin et la tour, tous deux lieux interdits et d'enfermement. Comme dans Rumplestiltskin ou La Belle et la Bête, un adulte y troque un enfant contre son bien-être et sa sécurité propres, et le mieux que puisse faire Raiponce, c'est de « se débrouiller », comme l'analyse la critique canadienne Margaret Atwood.
Elle mentionne que le nom de « Gothel », dans la version allemande, désigne de façon générique une marraine ; dans la première édition (1812), les frères Grimm avaient utilisé le terme de « fée » pour la désigner, terme remplacé plus tard par celui de « magicienne » (Zauberin). Elle rappelle que dans de nombreuses cultures, il existe des légendes à propos de sorcières ou de démons rôdant autour des femmes enceintes pour leur voler leur enfant, et aussi que la couleur de la chevelure longue et blonde de Raiponce (« comme de l'or filé ») est dans les contes un symbole de bonté en même temps que de séduction esthétique.
Cependant, cette analyse concernant le lien supposé avec la légende de sainte Barbe est d'autant plus discutable que la variante originale de Giambattista Basile, « Petrosinella (en) », qui a inspiré toutes les suivantes (à commencer par celle de Madame de la Force « Persinette », avant que les frères Grimm ne s'inspirent des deux précédentes pour écrire « Raiponce »), ressemble elle-même fortement à « L'inclusa », l'un des contes présent dans Le Roman de Dolopathos(variante française du récit-cadre le Roman des sept sages, dont les plus anciennes versions datent du VIIIe siècle) à l'origine écrit au XIIIe siècle par le moine Jean de Haute-Seille. En effet, « L'inclusa » du Roman de Dolopathos contient une dimension érotique (adultérine) totalement absente (et pour cause) dans la légende pourtant bien antérieure au VIIIe siècle de sainte Barbe (qui date, elle, du IIIe – IVe siècle et qui est sans doute en partie une construction théologique pour promouvoir le culte de la Sainte Trinité alors nouvellement fixé au concile de Nicée), qui rapproche singulièrement « Petrosinella » d'« Inclusa », bien plus que de la légende de la vierge martyre de Nicomédie, d'autant que si l'on peut douter que Basile connaissait la légende de sainte Barbe, le fin lettré et homme de cour qu'il était ne pouvait ignorer Le Roman des sept sages qui traitait du destin d'un prince, ainsi que ses différentes versions (dont Dolopathos).
Par ailleurs, bien que Giambattista Basile ait moralisé « Inclusa » en ôtant l'adultère de « Petrosinella », et transformé le mari jaloux en sorcière (les enjeux et publics n'étant pas les mêmes) la violence de la réaction de la sorcière se comprend si l'on considère qu'il s'agit de celle du mari cocu d'« Inclusa » qui poursuit de sa fureur les jeunes amants, eux pourtant légitimes, de « Petrosinella ».

### Commentaires de Bernadette Bricout

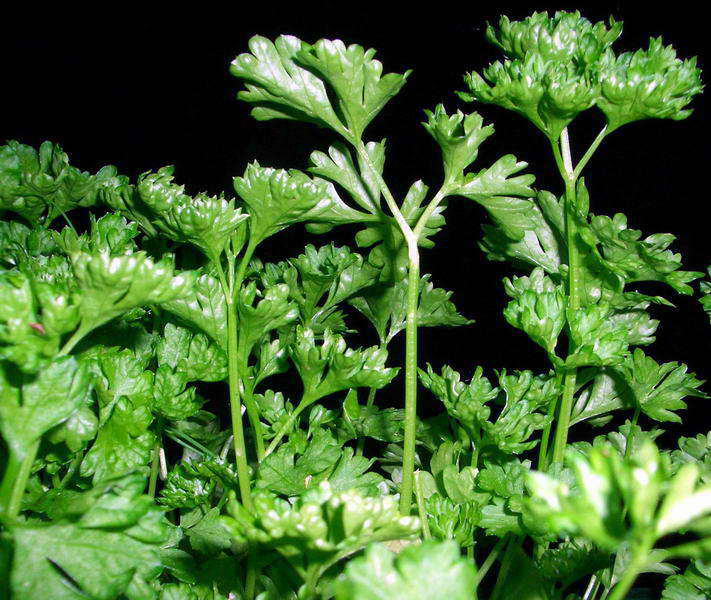
Tiges de persil.

Dans son ouvrage La Clé des contes, Bernadette Bricout consacre un chapitre (« Le prix du persil ») à ce conte. Elle note que les Grimm semblent être les seuls à évoquer la raiponce, les autres versions du conte faisant très généralement référence au persil, qui apparaîtrait comme « un symbole ambivalent, à l'intersection de la mort et de la vie, mais aussi du bien et du mal ». Elle mentionne diverses connotations traditionnelles de cette plante (vertus aphrodisiaques, abortives, capillaires, mais nuisant à la vue, vénéneuse…). Elle insiste sur les envies des femmes enceintes, qui font littéralement « brouter » le persil à la mère, et sur la « très longue attente » qui précède la naissance de l'héroïne. Elle indique que dans certaines versions françaises, l'héroïne est punie de sa « faute », quelle qu'elle soit, en se voyant transformée en grenouille, ou affligée d'une tête d'âne.

## Adaptations

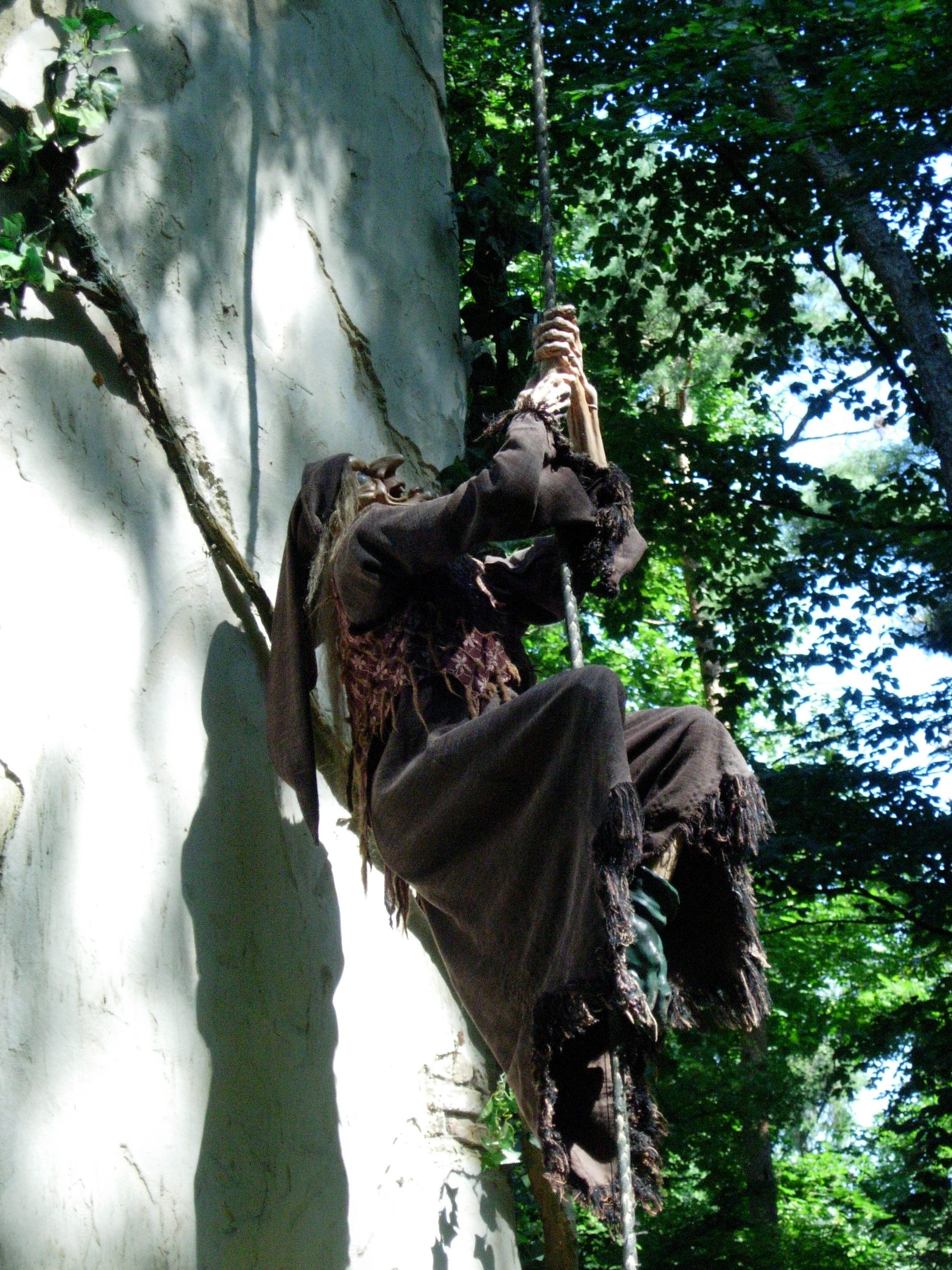
La sorcière le long de la chevelure de Raiponce, Efteling.

- Raiponce et le Prince aventurier, comédie musicale, musique de Julien Salvia, paroles de Ludovic-Alexandre Vidal, livret d'Anthony Michineau. Première représentation à l'Espace Pierre Cardin en 2014[11].
- Dans Ever After High de Mattel où l'on retrouve Holly O'Hair et Poppy O'Hair, les filles de Raiponce.
- Raiponce (2010), film d'animation Disney réalisé par Byron Howard et Nathan Greno.
  - Dans La Reine des neiges, Raiponce du film Disney de 2010 fait une brève apparition hommage.
  - Raiponce, la série est une suite télévisée du film sur Disney Channel.
- Raiponce, adaptation allemande de Bodo Fürneisen (de) réalisée en 2009.
- Barbie, princesse Raiponce, film d'animation sorti en 2002 directement en vidéo avec Barbie qui revit l'histoire de la jeune et belle princesse Raiponce.
- Raiponce, épisode 8 de la première saison de la série animée Simsala Grimm, qui conte les plus célèbres histoires des frères Grimm.
- Dans Shrek 3, Raiponce est une des princesses amies de Fiona.
- Dans Les Frères Grimm, la reine au miroir (jouée par Monica Bellucci) fait une scène à la Raiponce, où elle laisse ses très longs cheveux tomber par la fenêtre.
- Dans Cendrillon et le Prince (pas trop) charmant, un film d'animation, on parle de Raiponce.
- Dans l'épisode 6 de la saison 6 de la série OZ, un prisonnier coiffeur compare la chevelure du personnage Cyril O'Reilly à celle de Raiponce.
- Dans la bande dessinée Valentine, l'auteur parodie régulièrement le conte par le biais d'une ou deux planches par albums.
- Dans le parc d'attractions Efteling, la sorcière grimpe le long de la chevelure de Raiponce dans le Bois des Contes.
- Dans le manga MÄR (Marchen Awaken Romance), Rapunzel est l'un des cavaliers de l'Échiquier et utilise ses cheveux comme des épées.
- Yannick Jaulin reprend le conte à sa manière dans Persillette.
- Dans le manga Grimm manga de Kei Ishiyama, Raiponce est un garçon, l'histoire reprend la version des Grimm excepté la présence de princesse ou prince.
- Dans Les Simpson, la saison 12 épisode 1 : Simpson Horror Show XI.
- Dans le manga Ludwig révolution, Kaori Yuki reprend l'histoire de Raiponce, ainsi que de nombreux contes des frères Grimm.
- Dans le vidéo-clip américain de son single In My Arms (1997), le groupe Erasure transpose le conte au XXe siècle en mettant en scène une jeune femme enfermée dans sa chambre par sa mère en haut d'un gratte-ciel et qui utilise sa longue chevelure tressée pour faire grimper un jeune homme le long de l'immeuble.
- Dans le clip vidéo The Sweet Escape (2006) de Gwen Stefani, un passage fait très explicitement référence à Raiponce, Gwen Stefani laissant tomber sa chevelure dorée par une fenêtre, afin que deux Harajuku Girls puissent grimper la sauver.
- Dans les comics Fables (2002) et Fairest (2012) de Bill Willingham chez Vertigo.
- Dans Once Upon a Time (2014), Raiponce est brune et a la peau noire. C'est alors le mari de Blanche-Neige qui la délivre, alors qu'elle est enfermée dans une tour après avoir consommé une racine qui l'a confrontée à sa peur, et qu'elle n'ose pas affronter. Cependant, lors du reboot de la saison 7, Raiponce est à nouveau blonde aux yeux bleus et est également Lady Tremaine, la marâtre de Cendrillon.
- Dans Into the Woods, un film musical mettant en scène des personnages de contes de fées avec Mackenzie Mauzy dans le rôle de Raiponce, Billy Magnussen dans le rôle du prince charmant de Raiponce et Meryl Streep dans le rôle de la sorcière.
- Dans la série Grimm, saison 1, épisode 7, une jeune fille abandonnée dans une forêt alors qu'elle n'était qu'enfant, est retrouvée par le héros et son ami Blutbad (sorte de loup-garou). Elle vit dans une cabane en hauteur et tue ses agresseurs en les étranglant et en leur brisant le cou grâce à sa longue chevelure ressemblant étrangement à celle de Raiponce.
- Dans la bande-dessinée Fairy Quest, Raiponce apparaît dans le tome 2.
- Raiponce est un des personnages principaux dans la web-série University Ever After, remettant en scène les personnages de conte de fée au XXIe siècle et allant tous à la même fac.
- Une autre web-série, Grimm Reflections, se concentre sur le conte de Raiponce dans la saison 2.
- Raiponce est évoquée dans la série animée Descendants: Wicked World, sa fille étant un personnage récurrent

## Illustrations
Le conte a été source d'inspiration pour de nombreux illustrateurs. Dans The Annotated Classic Fairy Tales, Maria Tatar agrémente son chapitre consacré à Rapunzel d'illustrations de : Otto Speckter (de) (1857), Heinrich Lefler (de) (1905), Otto Ubbelohde (1907), Arthur Rackham (1916, 1917), Ernst Liebermann (de) (1922), Kay Nielsen (1922), Wanda Gág (1936).

## Philatélie
|  |  |  |  |
|  |  |  |  |